# Musa Badjie (Politiker, 1978)
Musa Badjie (* 1978) ist ein gambischer Politiker.

## Leben
| Parlamentswahl | Stimmen | Stimmanteil |
| -------------- | ------- | ----------- |
| 2022           | 5.026   | 44,25 %     |

Badjie diente ein Jahrzehnt in der Gambia Armed Forces und war anschließend als Lehrer tätig.
Bei den Nachwahlen am 24. Mai 2017 zu den Regionalwahlen 2013 für den Kanifing Municipal Council (KMC) im Wahlbezirk Tallinding (Wahlkreis Serekunda East) trat Badjie als Kandidat an und gewann vor gewann vor Rohey Dem (GDC) und Baboucarr Mansally. Bei den Regionalwahlen 2018 kandidierte Badjie nicht mehr für den KMC.
Badjie trat als Kandidat der United Democratic Party (UDP) bei den Parlamentswahlen 2022 im Wahlkreis Tallinding Kunjang an. Er erlangte 44,25 % der Stimmen und damit einen Sitz in der Nationalversammlung. Er erreichte mehr Stimmen als der parteilose Ebrima Sonko und die Kandidatin der National People’s Party (NPP), Fatoumatta K. Jawara.